# 4778 Fuss
A 4778 Fuss (ideiglenes jelöléssel 1978 TV8) a Naprendszer kisbolygóövében található aszteroida. Ljudmilla Vasziljevna Zsuravljova fedezte fel 1978. október 9-én.